# 极速前进11
《极速前进11》是流行的真人秀电视系列剧极速前进的第十一季比赛。这一季于2007年2月18日开始公映。拍摄工作从2006年11月20日至2006年12月19日。
这一季比赛所有的参赛选手都不是新面孔，他们都参加过极速前进以往的比赛。这一季比赛又被称为极速前进全明星赛。
这次比赛极速前进僱用了艾伦·比绍普来设计新的挑战任务。比绍普之前为最近几季的《幸存者》设计过任务。
香港無綫電視明珠台於2010年1月1日起逢星期五晚上8時30分播放此節目，及於myTV提供最近29天播出的集數重溫。

## 结果
这里列出了所有参赛队伍的比赛结果，以目前比赛成绩为顺序列出：
| 队伍             | 成员 关系 | 上次 参加 | 上次 成绩 | 分段比赛成绩 | 分段比赛成绩 | 分段比赛成绩 | 分段比赛成绩 | 分段比赛成绩 | 分段比赛成绩 | 分段比赛成绩 | 分段比赛成绩 | 分段比赛成绩 | 分段比赛成绩 | 分段比赛成绩 | 分段比赛成绩 | 分段比赛成绩 | 路障完成情况4       |
| 队伍             | 成员 关系 | 上次 参加 | 上次 成绩 | 1            | 2            | 3            | 4            | 5            | 6            | 7            | 8            | 9            | 10           | 11           | 12           | 13           | 路障完成情况4       |
| ---------------- | --------- | --------- | --------- | ------------ | ------------ | ------------ | ------------ | ------------ | ------------ | ------------ | ------------ | ------------ | ------------ | ------------ | ------------ | ------------ | ------------------- |
| Eric & Danielle  | 情侣      | 第9季     | 2/8       | 4th          | 4th          | 3rd          | 2nd          | 6th          | 5th          | 5th          | 5th+         | 3rd<         | 4th          | 3rd<6        | 2nd          | 1st          | Eric 6, Danielle 4  |
| Dustin & Kandice | 选美冠军  | 第10季    | 4th       | 6th          | 6th          | 4th1         | 5th          | 2nd          | 4th          | 1st          | 3rd+         | 1st>         | 2nd          | 1st          | 1st          | 2nd          | Dustin 5, Kandice 5 |
| Charla & Mirna   | 表姊妹    | 第5季     | 6th       | 8th          | 8th          | 8th          | 7th          | 1st          | 1st          | 4th          | 4th+         | 2nd          | 3rd          | 2nd          | 3rd          | 3rd          | Charla 6, Mirna 4   |
| Oswald & Danny   | 好友      | 第2季     | 4th       | 2nd          | 2nd          | 5th          | 1st          | 4th          | 2nd          | 2nd          | 1st+8        | 4th          | 1st          | 4th>         | 4th7         |              | Oswald 4, Danny 4   |
| Uchenna & Joyce  | 夫妇      | 第7季     | 1st       | 7th          | 5th          | 2nd          | 6th          | 7th          | 3rd2         | 3rd          | 1st+8        | 5th5         |              |              |              |              | Uchenna 3, Joyce 2  |
| Joe & Bill       | 伙伴      | 第1季     | 3rd       | 5th          | 3rd          | 7th          | 4th          | 5th          | 6th          | 6th          | 6th+3        |              |              |              |              |              | Joe 2, Bill 4       |
| Teri & Ian       | 夫妇      | 第3季     | 2nd       | 3rd          | 7th          | 6th          | 3rd          | 3rd          | 7th          |              |              |              |              |              |              |              | Teri 2, Ian 3       |
| Rob & Amber      | 夫妇      | 第7季     | 2nd       | 1st          | 1st          | 1st          | 8th          |              |              |              |              |              |              |              |              |              | Rob 1, Amber 2      |
| David & Mary     | 夫妇      | 第10季    | 6th       | 9th          | 9th          | 9th          |              |              |              |              |              |              |              |              |              |              | David 1, Mary 1     |
| Kevin & Drew     | 挚友      | 第1季     | 4th       | 10th         | 10th         |              |              |              |              |              |              |              |              |              |              |              | Kevin 1, Drew 0     |
| John Vito & Jill | 前情侣    | 第3季     | 5th       | 11th         |              |              |              |              |              |              |              |              |              |              |              |              | John Vito 0, Jill 0 |

^  注解1：Dustin 和 Kandice 第4个到达中继站，不过他们没有找齐所有线索，在他们找齐线索重新签到时仍然排名第4。

^  注解2：Uchenna 和 Joyce 第3个到达中继站，接受30分钟处罚后仍排第3。

^  注解3：Joe 和 Bill 第5个到达中继站，需要接受30分钟处罚，在处罚时间中Eric 和 Danielle到达中继站，Joe 和 Bill 排名最后被淘汰。

^  注解4：本数据不包括未播出的路障。

^  注解5：Uchenna 和 Joyce由于错过了在法兰克福的转机，所以他们没能到达吉隆坡。当他们到达时，其它队伍都已到达中继站，所以他们在黑风洞收到了直接前往中继站的消息并在中继站被淘汰。但Joyce在某采访中提到在被淘汰前完成过该赛段的路障任务。

^  注解6：Eric 和 Danielle 第2个到达中继站，需要接受30分钟处罚。在处罚时间中Charla 和 Mirna到达中继站，Eric 和 Danielle排名掉至第三。

^  注解7：Oswald 和 Danny本應需要接受30分钟处罚，但由於他們是最後一名，他們直接被淘汰而不需要接受处罚。

^  注解8：Oswald 和 Danny，Uchenna 和 Joyce由于在联合任务里使用了通行证，所以他们到达中继站后并列第一。

- 红 ：该队已淘汰。
- 蓝 ：该队最后到达，但由于处在非淘汰赛段，并未被淘汰，但如果该队在下一赛段不能首先到达中继站，则要接受30分钟的处罚。
- 绿 ：获得快进线索。
- 2个相同颜色的+符号表示这2队在合作任务阶段组队配合。
- 黄色>说明这个队伍使用了冻结；<是被冻结的队伍，而黄色<>表示该赛段有冻结但未被使用。
- +,+,+表示队伍在联合任务的组队情况。

## 獎品
各賽段第一名獎品
- 賽段 1 - 由Travelocity提供的加拿大惠斯勒之旅，包括那裡著名山脈5天滑雪、美食、雪橇以及ANNIKA商店購物。
- 賽段 2 - 每人一輛機車。
- 賽段 3 - 每人一份家庭健身券，包括一名健身教練和一輛訓練用自行車。
- 賽段 4 - 由Travelocity提供的皇室海灘之旅，可以乘坐潛艇近距離觀賞海洋生物。
- 賽段 5 - 由Travelocity把供的阿魯巴旅遊聖地之旅，包括沙灘按摩，香檳晚餐，潛水艇參過海底。
- 賽段 6 - 每人獲得一艘12&1/2-Foot Catamaran，一種豪華雙體帆船。
- 賽段 7 - 由Travelocity把供的旅遊勝地波多黎各之旅。包括入住面向大海的房間，不限時的高爾夫球場和溫泉以及觀賞到會燃燒的海灣。
- 賽段 8 - 由Travelocity提供的前往St.Lucia島著名風景區Exclusive Jade山的雙人遊。房間內具有一個全景觀景台，可以觀賞美景，還包括乘船出海釣魚的機會。
- 賽段 9 - 每人一輛摩托艇。
- 賽段 10 - 由Travelocity提供的香港之旅，會在香港度過春節，入住能夠俯瞰整個維多利亞港的豪華酒店，在酒店中能直接欣賞到春節期間的舞龍舞獅、春節禮花及遊行表演。（是這一季Travelocity花銷最大的一次旅行）
- 賽段 11 - 每人一輛全新的水上摩托車。
- 賽段 12 - 每人一來輛All Terrain Vehicle（全地形車）。
- 賽段 13 - $1,000,000 美金

## 旅程
美国 →   →   智利 →  阿根廷 →  莫桑比克 →  坦桑尼亚 →  波蘭 →  马来西亚 →  香港 →  澳門 →  關島 →  美国

## 比赛进程

### 第1段（美国→厄瓜多尔）

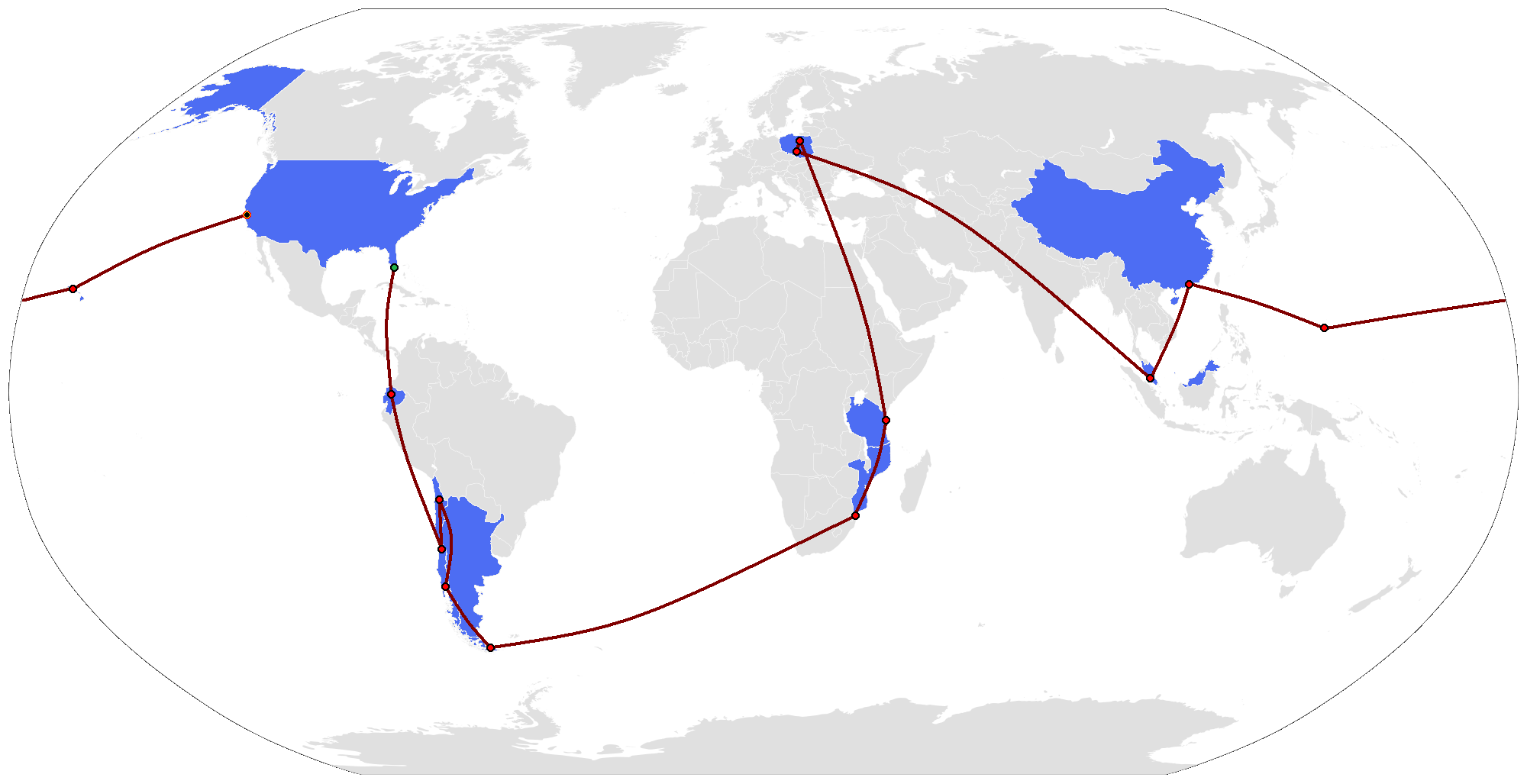
第十一季路線圖。

- 美国佛罗里达迈阿密（查尔斯·迪林公园）（起跑线）
- 从迈阿密（迈阿密国际机场）到 厄瓜多尔基多（苏克雷元帅国际机场）
- 基多（旧金山广场）
- 基多（皮姆之家 （页面存档备份，存于））[AT1]
- 纳波省（科托帕希国家公园– Hacienda Yanahurco）
- 纳波省（科托帕希国家公园– Mirador Cotopaxi）

绕道：放牧--队伍要帮助当地牛仔套一匹马并送到马槽。然后用传统工具修剪马蹄并梳理它的尾巴。一旦马重获自由，各队会获得下一条线索。
复原--一名队员要穿上军服，然后队伍要搜寻三个军服上遗失的部件（肩章，配剑，纽扣）。全部找到后，各队会获得下一条线索。
附加任務
- [AT1]：各队要在皮姆之家的门口取个号码，然后饭店经理会给他们三批出发时间的其中一批（7：00，7：15，7：30）。

### 第2段（厄瓜多尔→智利）
- 基多（苏克雷元帅国际机场）到 智利圣地亚哥（阿图罗·梅里诺·贝尼特斯准将国际机场）
- 圣地亚哥（智利國營銅業公司CODELCO总部）
- 圣地亚哥(阿图罗·梅里诺·贝尼特斯准将国际机场) 到 卡拉马（El Loa机场）
- 卡拉马（丘基卡马塔矿山）
- 圣佩德罗德阿塔卡马（死亡之谷）

路障：一名队员进入会议室，在会议桌上寻找散落的字母，然后根据所找到的字母，拼出在墙上十个地名中的其中一个。如果队员认为找到了那个地方，就要把他们所找到的地名给警卫看。如果正确，就能获得下一条线索。
绕道：手工作业--队伍要选择一个两吨重的轮胎，然后合理排列好螺帽并拧紧。得到工头的满意后，就能获得下一条线索。
机械作业--每名队员要轮流使用铲车将沙石堆起来，一旦推起的沙石到达指定线，就能获得下一条线索。

### 第3段（智利）
- 圣佩德罗德阿塔卡马 (圣佩德罗德阿塔卡马教堂)
- 卡拉马（El Loa机场）到 蒙特港（El Tepual机场）
- 蒙特港（Centro Acuicultura y Ciencias del Mar, Universidad de Los Lagos）
- 维森特佩雷斯罗萨莱斯国家公园 (佩特罗韦河--La Maquina)
- 维森特佩雷斯罗萨莱斯国家公园（Playa Petrohué）

路障：一名队员要进入鱼池，将池里的80条比目鱼全部抓到另一个鱼池。全部抓完后，下一条线索就在池底。
绕道：垂直极限--队伍要步行200米到达悬崖边每名队员要爬上40英尺高的悬崖，在悬崖顶端各获得一半的线索，再把它带回地面，合并后就能获得下一个目的地。
激流勇进--队伍先驱车到佩特罗韦河下游的岸边，然后选一个充气船和向导沿着河划2英里半经过三级到四级的急流。完成后就能获得下一条线索。

### 第4段（智利→阿根廷）
- 蒙特港（El Tepual机场）到 蓬塔阿雷纳斯（卡洛斯·伊瓦涅斯·德·坎波尔国际机场）
- 蓬塔阿雷纳斯（Lord Lonsdale's Shipwreck）
- 蓬塔阿雷纳斯（卡洛斯·伊瓦涅斯·德·坎波尔国际机场）到 阿根廷乌斯怀亚（乌斯怀亚国际机场）[AT1]
- 乌斯怀亚 (Playa Larga--Bahia Lapataia)[AT2]
- 圆岛（邮局）
- 圆岛（Mastil de General Belgrano）

绕道：出海--队伍要根据地图前往一座广场。在那里，水手会给队伍一个指南针，之后队伍根据指南针的走向前往一栋建筑。在那里，队伍会获得下一条线索。
指示--各队要拿一个木桩和其他建筑材料爬上楼梯，根据一张地图上麦哲伦所走过的路线，队伍必须要找到这段旅程的起终点，然后按照到达的先后的顺序制作指示牌，一旦路牌书写无误且顺序正确，各队就能获得下一条线索。
路障：一名队员选择一个邮包，在邮包里的众多信件里找到写给他们两封信的其中一封。队伍不知道的是，写信的是他们上一次参加比赛的对手。读完了里面的信后就能获得线索。
附加任務
- [AT1]：在卡洛斯·伊瓦涅斯·德·坎波尔国际机场,队伍要找到作有标记的柜台,登记两班飞往乌斯怀亚的包机.

- [AT2]：各队必须要前往Bahia Lapataia,在那里他们必须要搭乘每20分钟出发的快艇（每次最多只能载两队），队伍要搭乘快艇前往一家邮局，就能获得下一条线索。

### 第5段（阿根廷→莫桑比克）
- 乌斯怀亚 (Martial山脉)[AT1]
- 乌斯怀亚（乌斯怀亚国际机场）到 莫桑比克马普托（马普托国际机场）
- 比莱尼（Apopo训练营）
- 马普托(马普托火车站)
- 马普托（Fortaleza de Maputo）

绕道：美甲师--队伍要前往中心市场并找到一家摊位，选择一款指甲油并在市场里说服别人涂抹指甲油并付钱，只要挣得30梅蒂卡尔就能获得下一条线索。
搬运工--队伍要前往Makado Janet，到达后队伍要徒手装10袋煤块并缝合并将其中一袋送往指定地点，在那里屋主会给出下一条线索。
路障：一名队员要在训练营里通过老鼠找到被标记的地雷。一旦找到地雷，就能获得下一条线索。
附加任務
[AT1]：队伍要在Martial山脉，通过定位器寻找线索。

### 第6段（莫桑比克→坦桑尼亚）
- 马普托（马普托国际机场）到 坦桑尼亚达累斯萨拉姆（朱利叶斯·尼雷尔国际机场）
- 达累斯萨拉姆 （码头）[AT1]
- 桑给巴尔（报摊）
- Kikungwe(马赛人部落)
- 桑给巴尔石头城(Old Fort)

绕道：动脑--队伍要前往一家饭店，之后用62块拼图拼出一幅当地名画Tinga Tinga。完成后，各队会获得下一条线索。
动手--队伍要前往一家贮木场，然后将两块原木放在手推车上，之后推车前往一英里外的船厂。从而获得下一条线索。
路障：一名队员要用当地传统武器“rugun”击中65英尺外的目标，从而获得里面的线索。
附加任务
[AT1]:到达达累斯萨拉姆的指定码头后,队伍要先选个号码,然后搭乘阿拉伯帆船前往桑给巴尔。

### 第7段（坦桑尼亚→波兰）
- 桑给巴尔（桑给巴尔国际机场）到  波兰华沙（华沙弗雷德里克·肖邦机场）
- 华沙 (恰普斯基宫)
- 华沙（Łazienki 公园John III Sobieski国王雕像）（划船任務，未於電視上暴光）
- 华沙（Łazienki Palace）

绕道：精确搜索--各队要前往半英里外的商场选一位人体模特并搬到全析影像实验室，然后运用X光机拍摄人体模特，直到找到下一个目的地。
高音辨别--队伍要前往一座宫殿并选择一架钢琴，然后用调音工具调整琴键上的一个音。一旦专业人员弹奏之后认为不错，就会给出下一条线索。

### 第8段（波兰）
- 奥斯维辛（奥斯维辛集中营）[AT1]
- 克拉科夫（Juliusz Słowacki剧院）
- Shala（Pieskowa Skala城堡）

通行证：新组成的两支队伍要前往一座广场，攀爬两座大楼的楼梯。在爬的过程中，队伍要记住台阶数，然后将两座高塔的台阶数相加，然后将算出的数字给警卫看。如果正确，就可以赢得通行证。
绕道：香肠--四人小队必须要前往一家食品老店，然后每名队员用传统方法制作波兰香肠，之后服务员会端上一盘8英尺长的香肠，每名队员要吃完2英尺后，就能获得下一条线索。
面包--四人小队要前往一家面包店，然后队伍要制作20个贝果。然后将做好的贝果送到一家餐厅，交给餐厅领班，就能获得下一条线索。
路障：一名队员要穿上铠甲，然后牵一匹马走过森林到达城堡门口，然后将马交给门口的驯马师，就可以与队友前往中继站。
附加任務
- [AT1]：乘坐巴士到达奥斯维辛集中营后，队伍要在铁轨上放上点燃的蜡烛，用以悼念那些在里面被杀害的人们。

### 第9段（波兰→马来西亚）
- 克拉科夫（约翰保罗二世国际机场）到 马来西亚雪邦（吉隆坡国际机场）
- 吉隆坡（黑風洞）
- 吉隆坡（甘榜峇魯清真寺）
- 吉隆坡 (Taman Sri Hartamas)
- 吉隆坡（喀考莎酒店）

绕道：艺术表现--队伍要步行前往Dayone Alama，在这里队伍要选择一个图案印在45平米的布上并上色。完成后就能获得下一条线索。
甜品制作--各队需步行前往Chow Bomba 并找到一个摊位，然后在600盒马来西亚传统甜品里找到里面是甘草馅的。找到后，摊主会给出下一条线索。
路障：一名队员要骑上改装后的自行车，在附近的居民区回收报纸。一旦回收来的报纸达到了8个手掌高，就会获得下一条线索。

### 第10段（马来西亚→香港）
- 雪邦（吉隆坡国际機場）到香港（香港國際機場）
- 油尖旺區（漢口道—新華僑乾洗公司）
  - 九龍城區（舊啟德機場）
- 油尖旺區（尖沙咀天星碼頭）到中西區（中環天星碼頭）
- 中西區（前堅尼地城警察宿舍）
- 東區（維多利亞公園）[AT1]
- 灣仔區（香港賽馬會—跑馬地馬場）

通行证：队伍要前往舊啟德機場，到达后队伍会和专业特技驾驶员坐在同一辆车，然后参与一场惊心动魄的特技表演。完成后，就能赢的通行证。
绕道：中国功夫--各队必须前往東京街的前長沙灣警察宿舍，然后爬上竹梯期间还要躲避功夫高手的袭击。到达顶端后就能获得下一条线索。
地名翻译--队伍必须要前往衙前圍道，在众多的招牌裏找到照片所示店舖「滿玉時裝晚裝」；到達後店主會給他们前往下一条线索。
路障：队伍要到前堅尼地城警察宿舍，然後一名队员要踹开宿舍不同房間的大门，直到在房裏找到线索。
附加任務
[AT1]：队伍於維多利亞公園要到模型船池，並用红绳拉动一隻连着载有漫游精灵的中式模型帆船，船裏就会有下一条线索。如果途中翻船，就得从头再来。

### 第11段（香港→澳門）
- 中西區（香港港麗酒店）
- 中西區（港澳客輪碼頭）到澳門大堂區（外港客运码头）[AT1]
- 大堂區（澳门旅遊塔）
- 望德堂區（盧廉若公園）
- 望德堂區（文第士街）[AT2]
- 嘉模堂區（小潭山2000环山径）

绕道：面条--队伍要前往永堅工業大廈尋找永記製粉麵廠，到达后用传统工具制作出两堆竹昇麵，得到专业人员认可，就能获得下一条线索。
龙舟--队伍要前往一座仓库拿走里面的龙头和鼓，然后步行前往南灣湖并找到在此等候的龙舟。队伍要找到与龙头相匹配的龙舟并将鼓交给舵手，才能获得下一条线索。
路障：一名队员要沿着旅遊塔观光平台走一圈，然后再从塔上一跃而下。回到地面后，就能获得下一条线索。
附加任务
[AT1]：到达外港碼頭后，队伍要在碼頭外找一位人力車車伕以获得下一条线索：「乘的士到澳門最高建築物」（即澳門旅遊塔）。
[AT2]：完成绕道后，队伍要前往文第士街尋找停泊在澳門交通警司處對面的Mini moke車，然后驾车前往中继站。

### 第12段（澳门→关岛）
- 大堂區（外港客运码头）到香港中西區（港澳客輪碼頭）
- 香港（香港國際機場）到美國关岛塔穆宁（安東尼奧·汪帕特國際機場）
- Yigo（安德森空军基地）
- Santa Rita (美国海军关岛基地)
- Umatac (Soledad堡垒)

绕道：关怀包裹--队伍要前往仓库，然后在箱子里装500磅为邻岛居民所准备的生活必需品。一旦他们的箱子达到规定重量后，他们将登上运输机体验投放演习。着陆后，装卸长会给出下一条线索。
引擎关怀--队伍要清洗B-52轰炸机的引擎舱机翼和襟翼。一旦高级军官认为他们已经清洗干净了，就会给出下一条线索。
路障：一名队员要用GPS在丛林里找到四位军人的其中一位，该军人会在队员的GPS里输入额外的数据。然后队员继续持GPS前往电台，电调直升机前往该地并投烟雾弹，之后队员乘直升机与队友回合，就能获得新的线索。

### 第13段（关岛→美国）
- 塔穆宁（安東尼奧·汪帕特國際機場）到 美國夏威夷火奴鲁鲁（火奴鲁鲁国际机场）
- 火奴鲁鲁（Kamaka直升机坪）[AT1]
- Lanai（Kaumalapau湾）
- Lanai (失事沙滩)[AT2]
- 火奴鲁鲁（火奴鲁鲁国际机场）到 加利福尼亚州奥克兰（奥克兰国际机场）
- 旧金山（旧金山旧铸币厂）[AT3]
- 旧金山（旧金山植物园）

绕道：潜水--队伍要乘船前往水下洞穴，潜入水里找到下一条线索。泛舟--队伍要乘船前往海湾，到达后每名队员必须站在冲浪板上，然后用桨滑到装有下一条线索的浮球。
附加任務
[AT1]:队伍要登记三架直升机的其中一架，每架间隔十分钟出发。
[AT2]：到达失事沙滩后，队伍要划船到达装有下一条线索的浮筒。
[AT3]：一名队员先进入写有自己队名的房间回答墙上的问题，然后将答案组合成四个数字并输入进保险箱。锁好后，另一名队员必须在10分钟的时间内回答墙上的问题，如果两人的答案一样，保险箱就会打开，队员就能获得通往终点的线索。反之选手则继续作答，直到10分钟全部用完。